# Cukier buraczany

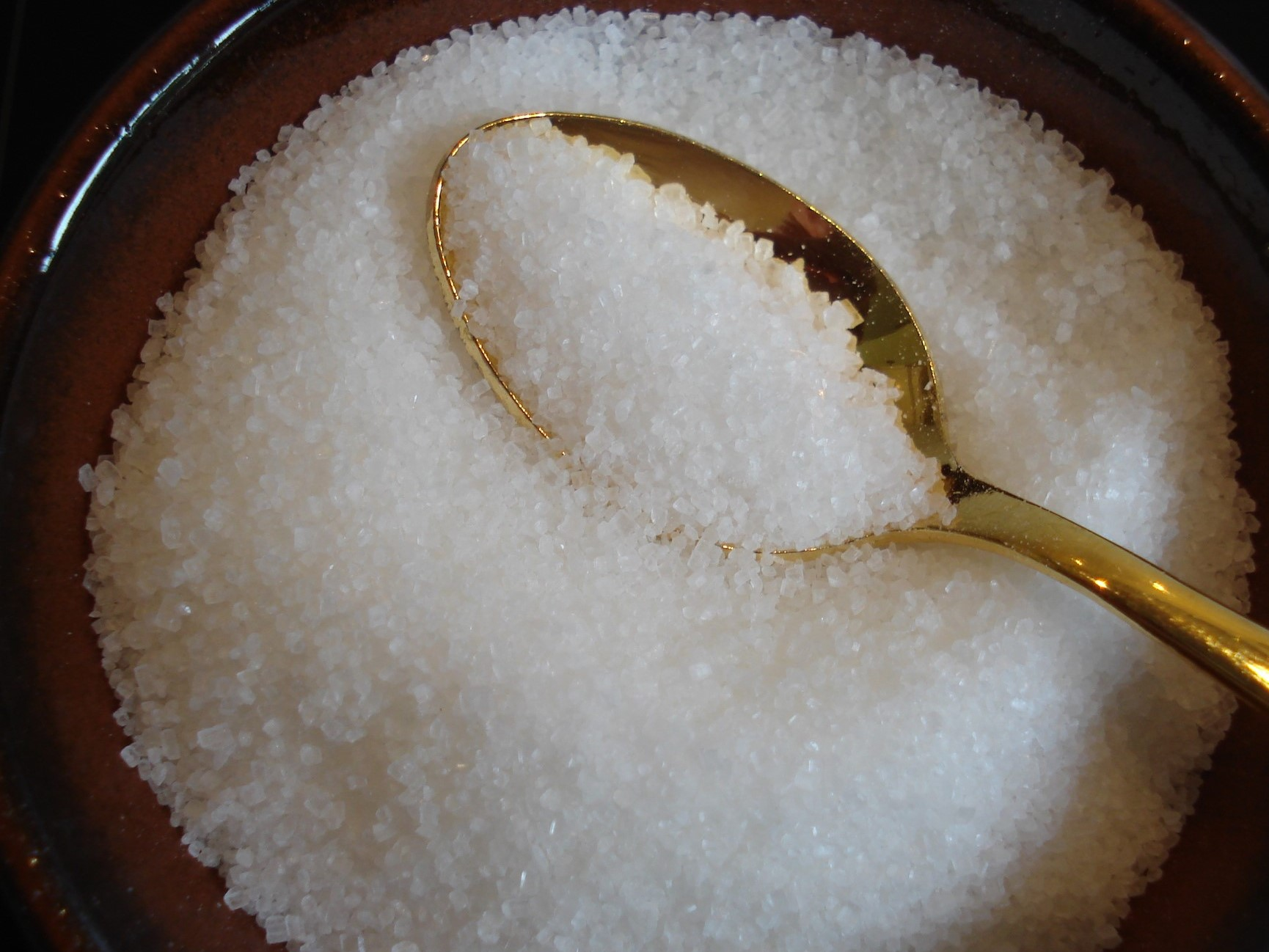
Cukier

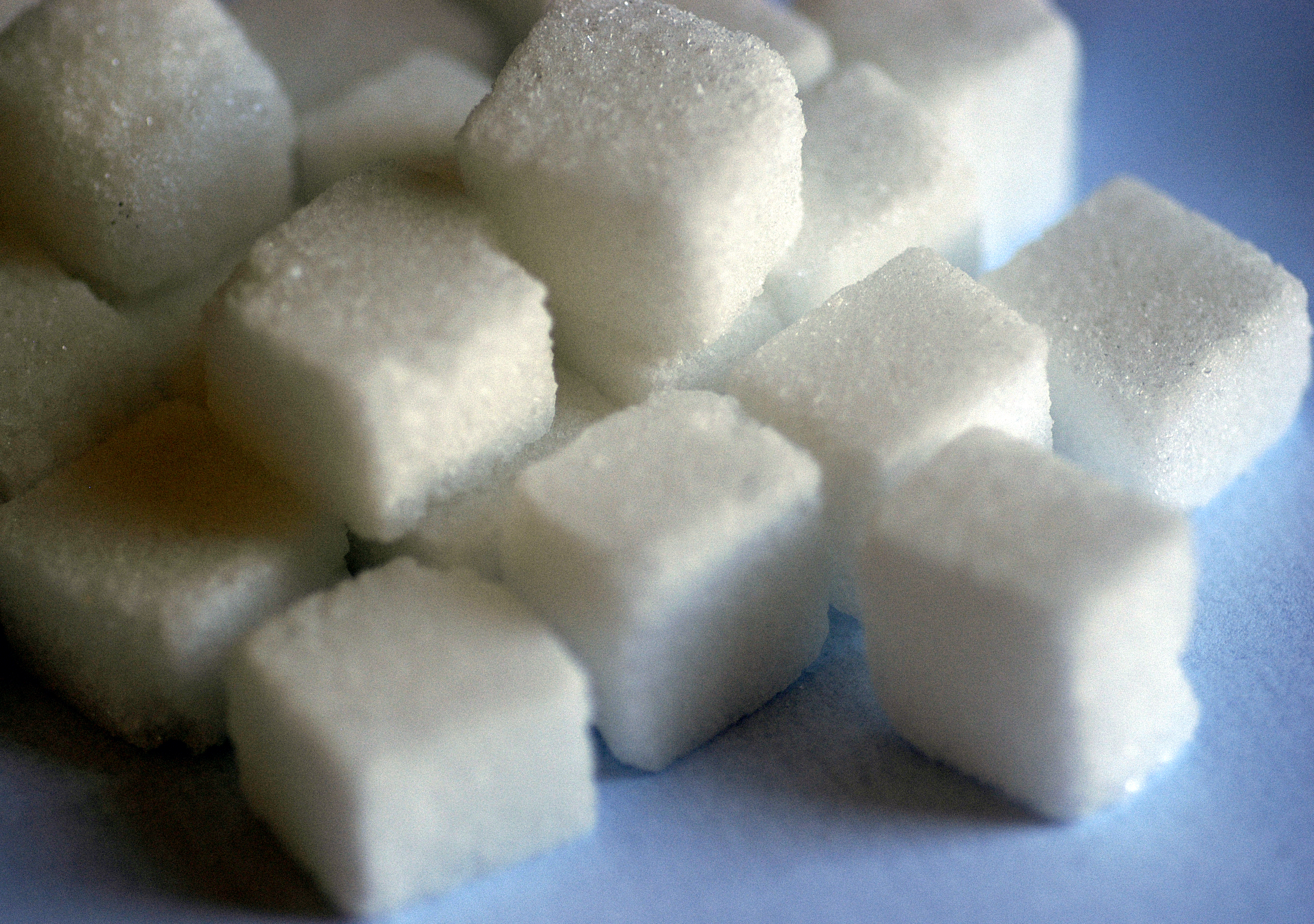
Cukier w kostkach

Cukier buraczany – jedna z dwóch najpopularniejszych odmian cukru jadalnego spożywanych na świecie obok cukru trzcinowego. Składa się niemal w całości z sacharozy.

## Cukier spożywczy
Cukier buraczany, jako gotowy produkt, jest w Polsce nazywany cukrem spożywczym.
| | Nazwa sortymentu | Oznaczenie | A   | Min. podst.               | Maks. inne |
| --- | ---------------- | ---------- | --- | ------------------------- | ---------- |
| cukier biały (konsumpcyjny) |                  |            |     |                           |            |
| kryształ gruby | KG               | 3,15 mm    | 80% | 20% (w tym do 1% grysiku) |            |
| kryształ średni | KS               | 1,6 mm     | 80% | 20% (w tym do 2% grysiku) |            |
| kryształ drobny | KD               | 0,71 mm    | 80% | 20% (w tym do 4% grysiku) |            |
| kryształ drobny specjalny | KFG              | 0,71 mm    | 95% | –                         |            |
| grysik | KGr              | 0,28 mm    | –   | –                         |            |
| kryształ niesegregowany | KN               | –          | –   | –                         |            |
| puder | Pd               | –          | –   | –                         |            |
| cukier rafinowany |                  |            |     |                           |            |
| kryształ „lux” | R K-lux          | 3,15 mm    | 85% | 15% kryształu grubego     |            |
| kryształ gruby | R KG             | 3,15 mm    | 80% | 20% (w tym do 1% grysiku) |            |
| kryształ średni | R KS             | 1,6 mm     | 80% | 20% (w tym do 2% grysiku) |            |
| kryształ drobny | R KD             | 0,71 mm    | 90% | 10% (w tym do 4% grysiku) |            |
| kryształ grysik | R KGr            | 0,28 mm    | –   | –                         |            |
| kostka lana | KoL              | –          | –   | –                         |            |
| kostka prasowana | KoP              | –          | –   | –                         |            |
| Dla poprawienia sposobu wyświetlania tabeli wprowadzono następujące oznaczenia: - A – długość boku oczek w sicie (oczka kwadratowe), - min. podst. – minimalna ilość cukru granulacji podstawowej, - maks. inne – maksymalna ilość cukru innej granulacji. |                  |            |     |                           |            |

Cukier spożywczy może być również wzbogacany o następujące dodatki:
- laski wanilii lub ekstrakt waniliowy (cukier waniliowy),

- wanilinę (cukier wanilinowy, nie mylić z cukrem waniliowym,
- pektynę.

## Proces produkcyjny

Schemat produkcji cukru

Proces produkcji cukru w cukrowniach zaczyna się od dostarczenia buraków cukrowych poprzez kanał spławny do płuczki buraków. W czasie tego transportu następuje wstępne oczyszczenie surowca dzięki łapaczom zanieczyszczeń lekkich oraz ciężkich. W płuczce buraków korzeń zostaje umyty przed krojeniem w krajalnicy na krajankę. Nie powinna ona być ani zbyt drobna (trudna do oddzielenia miazga), ani zbyt gruba (gdy grubość krajanki przekracza 1 mm, to ługowanie jest mało wydajne).
Krajanka wprowadzana jest do dyfuzora, w którym ługuje się z niej cukier za pomocą wody o temperaturze 75–85 °C. W celu poprawienia efektywności procesu, prowadzi się go w przeciwprądzie, tj. krajanka jest transportowana od dołu do góry dyfuzora, natomiast gorąca woda spływa na dół. Produktami wyjściowymi dyfuzora są wysłodki (wysłodzona krajanka) i sok surowy, który zawiera 15% cukru. Gorącą wodę pozyskuje się ze skroplin powstających z wyparki i wody odzyskanej z wysłodków za pomocą prasy. 
W soku surowym oprócz cukru znajdują się inne związki chemiczne, tzw. „niecukry”, które zostały wyekstrahowane w dyfuzorze. Ponieważ zaburzają one proces krystalizacji, konieczne jest ich usunięcie. W tym celu sok surowy poddaje się procesowi defekacji poprzez dodanie mleka wapiennego, czyli zawiesiny wodorotlenku wapnia w wodzie. W efekcie następuje koagulacja niecukrów koloidalnych w postaci zawiesiny. Aby zneutralizować pozostały nadmiar wodorotlenku wapnia, sok poddaje się saturacji dwutlenkiem węgla, w wyniku czego wytrąca się węglan wapnia. Po przeprowadzeniu w ten sposób całego wapnia w osad (co ustala się poprzez pomiar odczynu roztworu), powstały tzw. „sok rzadki” wprowadza się do błotniarki. Aparat ten składa się ze zbiornika i prasy, w której osad niecukrów i węglanu wapnia jest odciskany z roztworu. Tak oddzielony osad defekosaturacyjny („błoto saturacyjne”) jest sprzedawany jako nawóz. Aby cukier wykrystalizował, konieczne jest przeprowadzenie soku rzadkiego do stanu przesycenia. W tym celu zagęszcza się go wstępnie w wyparkach, a uzyskany tzw. „sok gęsty” kieruje się do warnika, w którym jest on dalej zagęszczany przez gotowanie, aż do uzyskania mieszaniny kryształów cukru i syropu międzykryształowego, zwanej cukrzycą. Cukier krystaliczny izoluje się za pomocą wirowania, a pozostały syrop to melasa.

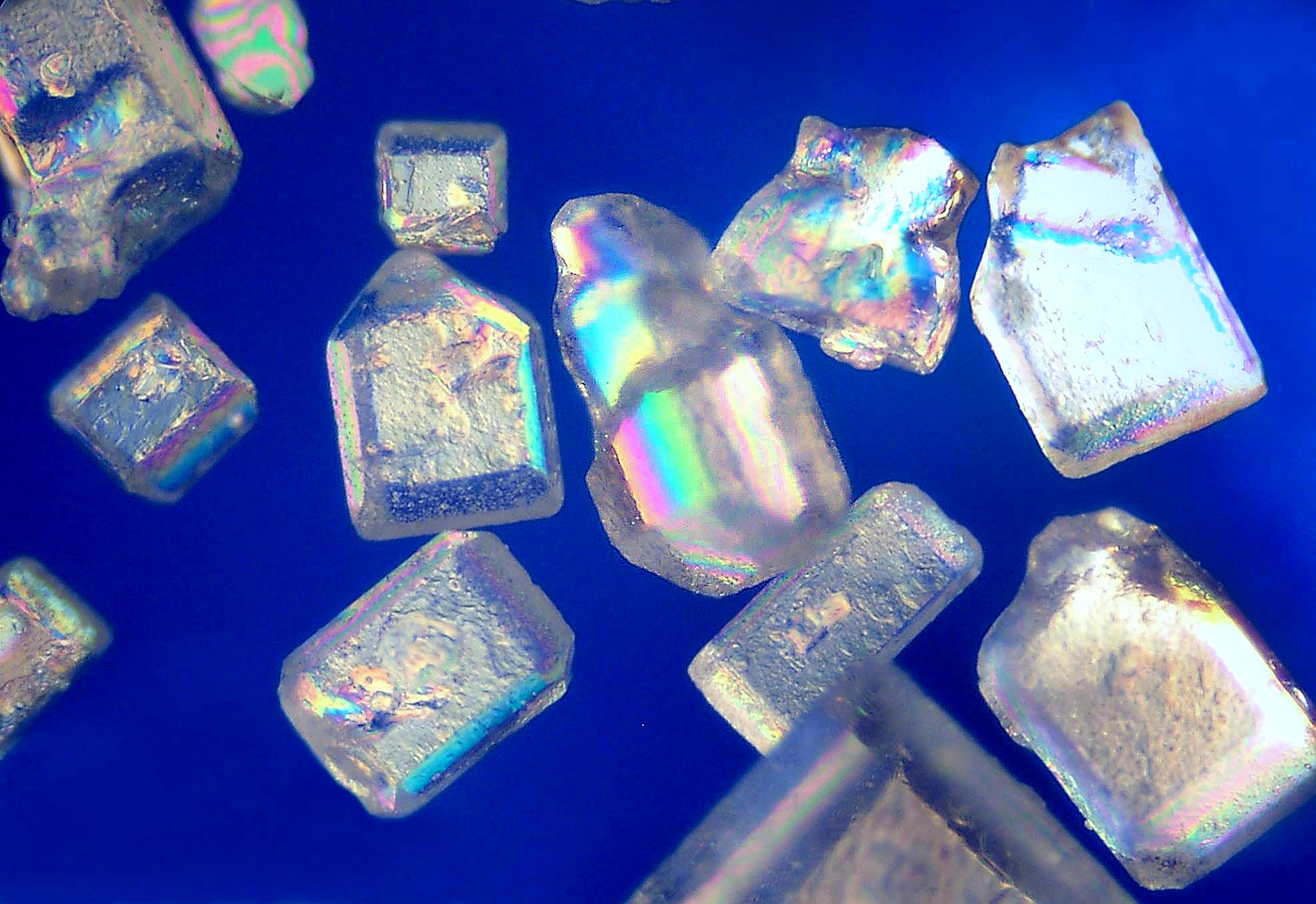
Kryształki cukru w powiększeniu

Przy opisie stosuje się następującą terminologię dotyczącą cukru:
- Cukier – oznaczenie dla disacharydu sacharozy i dla produktów przemysłu cukrowniczego których głównym składnikiem jest sacharoza.
- Cukier biały – krystaliczny cukier wysokiej czystości. Określenie poszczególnych gatunków cukru białego następuje cyframi arabskimi, np. „cukier biały 1” lub „cukier biały 2”. Dalsze liczby określają gorszą jakość cukru.
- Cukier inwertowany – mieszanina równych części glukozy i fruktozy, powstaje przez hydrolizę sacharozy (inwersja).
- Cukier kandyzowany (kandyz) – cukier o dużych kryształach otrzymany po specjalnej krystalizacji.
- Cukier powrotny – gotowe produkty (cukier biały, cukier surowy), które na skutek niedostatecznej jakości zwracane są do procesu technologicznego.
- Cukier surowy – krystalizowany cukier o mniejszej czystości. Jest produktem końcowym w fabrykach cukru surowego lub produktem pośrednim w fabrykach cukru białego. Nie dotyczy trzeciego produktu. Określenie następuje według czystości cukru (np. mączka 1, mączka 2).

## Historia

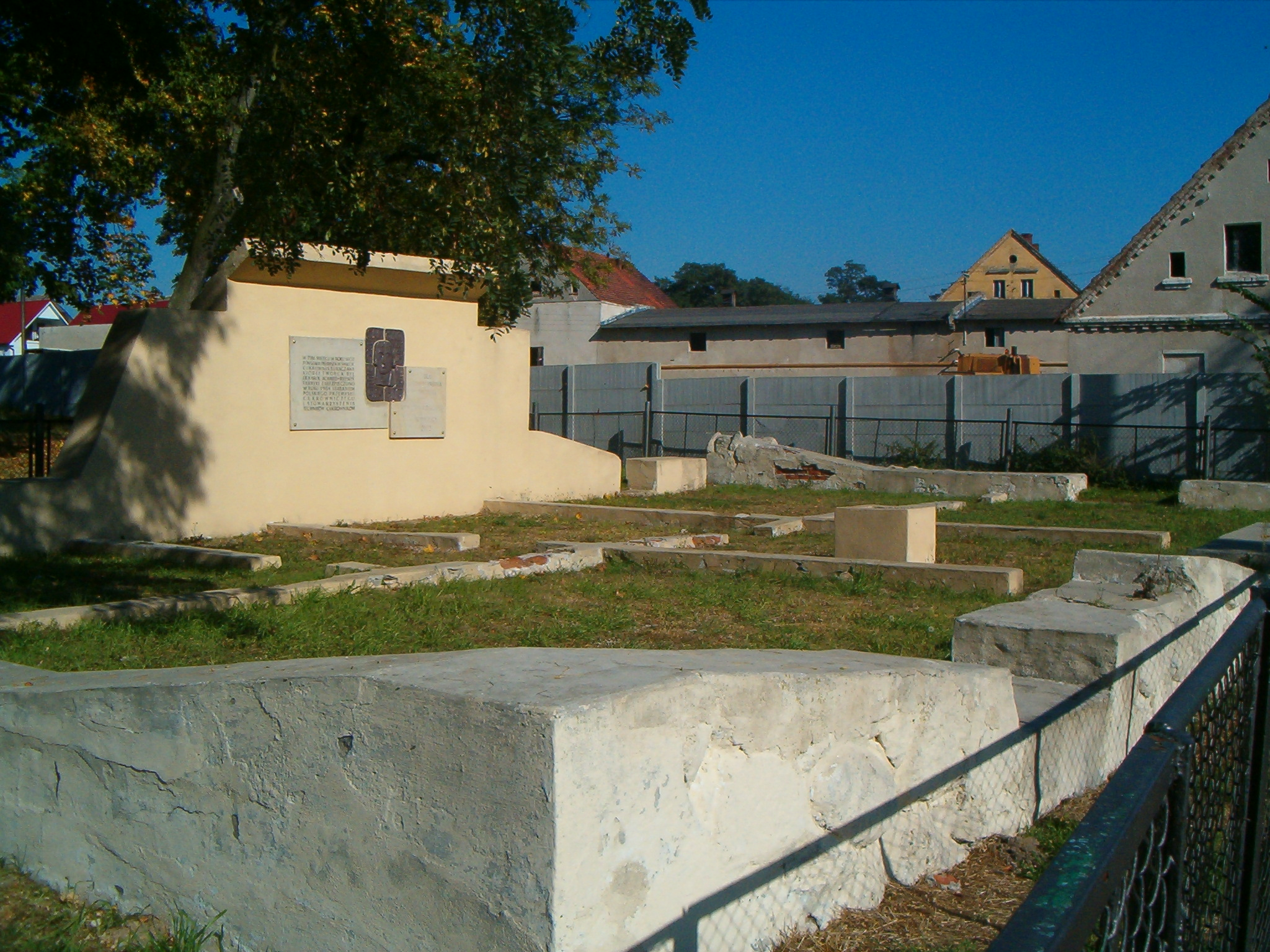
Ruiny cukrowni w Konarach

W 1575 roku agronom francuski Olivier de Serres odkrył i opisał w swej pracy Théâtre d’Agriculture że buraki posiadają dużą zawartość cukru, lecz jego obserwacje nikogo nie zainteresowały. Dużo później, w 1747 roku pruski chemik Andreas Sigismund Marggraf z Akademii Berlińskiej zajął się podobnym tematem. Udało mu się wyodrębnić cukier znajdujący się w korzeniach niektórych roślin okopowych, a między nimi burak okazał się najbogatszy w cukier. Jednak i te badania nie wzbudziły niczyjego zainteresowania. Czterdzieści lat minęło nim uczeń Margrafa, Franz Karl Achard, Francuz mieszkający w Prusach, w 1786 roku opracował procedurę na przemysłową produkcję i rafinerię cukru z buraka. Wzbudził zainteresowanie Fryderyka Wilhelma III, który zapewnił pomoc finansową. W 1801 roku, dzięki uzyskanej pożyczce nabył majątek Konary (wtedy Kunern), na Śląsku, w którym urządził pierwszą cukrownię. Rok później ruszyła w Konarach pierwsza kampania buraczana. Kiedy Anglicy dowiedzieli się o wynalazku, zaofiarowali Achardowi prawdziwą fortunę za to by się osiedlił na stałe w Anglii, opatentował wynalazek i zagwarantował tym wyłączność na nową metodę elitarnemu gronu. Achard jednak pozostał obojętny na te namowy. Tego samego roku Jessipow i Blankennagel zbudowali pierwszą w Rosji cukrownię w Aljabiewie w guberni tulskiej. W 1805 roku rząd przyznał mu 50 tys. rubli wsparcia. W 1807 roku otrzymano w cukrowni 732 pudy cukru (ok. 12,5 tony), pomimo tego, że burakami zasiano tylko 20 dziesięcin. W 1814 roku fabryka przeszła w ręce jego wspólnika generała-majora Gerarda i jego żony.
Jednak szybki rozkwit przemysłu cukrowego zawdzięczamy Napoleonowi Bonaparte. W roku 1806 podjął decyzję o blokadzie kontynentalnej, mającej na celu wykluczenie Brytyjczyków z europejskiego rynku. W 1811 wydał dekret o uprawie buraków na terenie obejmującym 32 tys. hektarów. Dzięki własnej produkcji cukru Francja miała się uniezależnić od kolonii. Aby wzmóc produkcję imperator zwolnił przemysłowców od podatków przez 4 lata. W 1812 roku Napoleon wydał drugi dekret, z rozporządzeniem o utworzeniu zakładów naukowych zajmujących się procesem produkcji buraków. W 1813 w Passy powstała pierwsza francuska cukrownia.

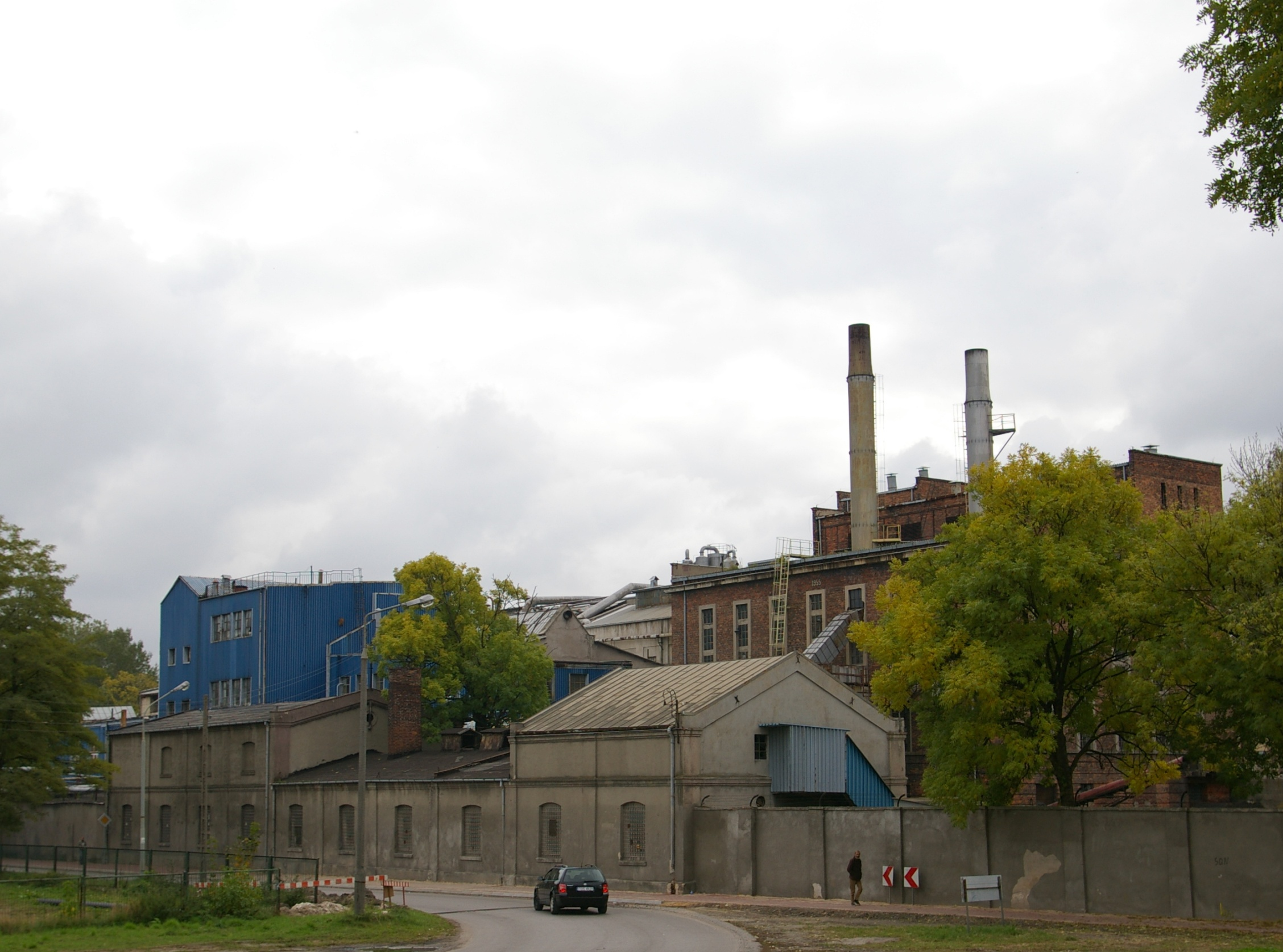
Cukrownia „Częstocice”

Po upadku Napoleona, do Europy znowu zaczął napływać cukier trzcinowy w dużych ilościach. Większość cukrowni buraczanych nie wytrzymała presji i prawie wszystkie zamknięto. Wydawało się, że cukier buraczany przeszedł do historii.
Jednak metoda cieszyła się dalej zainteresowaniem. Inne kraje takie jak: Austria, Czechy, Węgry, Polska i Włochy, rozpoczęły własne produkcje. W 1826 roku została uruchomiona pierwsza cukrownia w Królestwie Polskim w Częstocicach. Nie dość tego metoda przeniosła się także do kolonii. W 1838 roku powstała pierwsza cukrownia buraczana w Ameryce Północnej.
W międzyczasie zaczęto krzyżować rośliny tak aby uzyskać lepsze wyniki. Od około 1850 roku produkcja cukru w Europie centralnej na tyle się poprawiła, że zaczęła zagrażać produkcji cukru z trzciny. Wstrząsnęło to ekonomią kolonii, szczególnie ucierpiały Antyle i Brazylia. Okazało się, że w Europie można produkować cukier taniej. Od końca XIX wieku kraje o klimacie umiarkowanym mogły sobie same zapewnić cukier, niezbędny do własnej konsumpcji.

Produkcja cukru białego w Polsce.

W latach 1800–1900 cukier przestał być rarytasem, stał się artykułem codziennego użytku we wszystkich klasach społecznych. W 1880 produkcja cukru buraczanego przewyższyła po raz pierwszy światową produkcję cukru trzcinowego. W roku 1900 produkcja roczna cukru osiągnęła 11 milionów ton z czego cukier buraczany stanowił 50%. Dziś jest jednym z najszerzej konsumowanych produktów spożywczych i jednym z najtańszych. Produkcja światowa dawno przekroczyła 100 milionów ton rocznie.